# WarCry Network
WarCry Network est un portail web sur le thème du MMO, un genre du jeu vidéo. Le site propose des interviews de développeurs ou de personnalités du jeu vidéo et des bases de données pour ces jeux.
Auparavant étroitement associé à son site sœur The Escapist, WarCry est arrêté fin 2018 lors de la liquidation de son propriétaire, Defy Media.

## Histoire
La société née sous le nom de WarCry Corp. en 1997 et est fondé par Alexander Macris. À l'origine crée comme entreprise de développement et d'édition de jeux en ligne, WarCry rachète en 2001 les actifs de Crossroads Gaming Network (également connu sous le nom de XRGaming) dans le cadre d'une transaction privée non divulguée. La société prend le nom de WarCry, mais abandonne la production de jeux en lignes pour se concentrer sur une plus grande couverture des jeux, en particulier massivement multijoueurs qui est alors le stock de XRGaming. Bien que populaire, XRGaming avait souffert de l'éclatement de la bulle internet et le financement de WarCry a permis aux deux société de survivre.

### Themis Group
Macris et Thomas Kurz fondent Themis Group en août 2001 en tant que société de conseil pour les développeurs de MMO.
Le 12 juillet 2005, Themis lance The Escapist, un magazine hebdomadaire en ligne et Macris prend le rôle d'éditeur. En 2007, WarCry et The Escapist commence à utiliser le même logiciel Web et ont des mises en page similaires. Pendant ce temps, la société a été scindée en deux divisions : TAP Interactive, une continuation de la société de conseil; et Themis Media, une division faîtière pour les sites Web.
Le 6 octobre 2008, Themis Group annonce qu'il consoliderait TAP Interactive dans Themis Media, mettant ainsi tous ses efforts dans WarCry et The Escapist.

### Acquisition et déclin
Themis Group est acheté par Alloy Digital (plus tard Defy Media) en 2012.
Alors que The Escapist a été acheté par Enthusiast Gaming en juillet 2018, l'accord n'incluait pas WarCry. Avec la fermeture de Defy Media en novembre 2018, WarCry est mis hors ligne.

## Activités
WarCry Network s'est spécialisé dans la couverture de nombreux MMO populaires. Le réseau lui-même avait de nombreux sites filles dédiés à aborder presque tous les aspects des jeux couverts. Il contient des pages de base de données spécifiques pour 29 jeux en ligne différents, ycomme World of Warcraft, Everquest 2, Lineage II, City of Heroes ou encore Dark Age of Camelot. Semblable à de nombreux magazines de jeux imprimés, WarCry Network organise ses propres "Editor's Choice Awards" en 2006.